# Kanton L'Isle-sur-la-Sorgue
Kanton L'Isle-sur-la-Sorgue is een kanton van het Franse departement Vaucluse. Kanton L'Isle-sur-la-Sorgue maakt deel uit van het arrondissement Avignon en telde 33.564 inwoners in 2018.

## Gemeenten
Het kanton L'Isle-sur-la-Sorgue omvatte tot 2014 de volgende 9 gemeenten:
- Cabrières-d'Avignon
- Châteauneuf-de-Gadagne
- Fontaine-de-Vaucluse
- Jonquerettes
- Lagnes
- Le Thor
- L'Isle-sur-la-Sorgue (hoofdplaats)
- Saint-Saturnin-lès-Avignon
- Saumane-de-Vaucluse

Door de herindeling van de kantons bij decreet van 25 februari 2014, met uitwerking op 22 maart 2015, werd het kanton herleid tot 5 gemeenten, namelijk:
- Châteauneuf-de-Gadagne
- Fontaine-de-Vaucluse
- Le Thor
- L'Isle-sur-la-Sorgue (hoofdplaats)
- Saumane-de-Vaucluse